# 特屈儿
特屈儿（代号：CE）是一种爆炸性能优良的传爆药，其分子内部同时含有苯环、硝基及硝胺结构，目前主要归类为硝胺类炸药。特屈儿具有毒性，其在粉末状态下对工人健康的影响使得其逐渐被毒性较小的黑索金取代。

## 物理性质
特屈儿晶体属单斜晶系，空间群为P21/c，其晶胞参数为a=1.4129nm，b=0.7374nm，c=1.0614nm，β=95.07°，Z=4。
纯净的特屈儿为无色结晶，在受到光照后迅速变黄，而纯度较低的工业级特屈儿则均呈淡黄色。特屈儿晶体密度1.731g/cm3，熔点129.45°C。
特屈儿在室温下难溶于水、四氯化碳、二硫化碳，微溶于乙醇、乙醚、氯仿，溶于苯、甲苯、二甲苯、二氯乙烷，易溶于丙酮、乙酸乙酯，其在部分溶剂中的溶解度随温度变化关系如下表所示：
| 温度（°C）                                                         | 特屈儿溶解质量(g)/100g溶剂 | 特屈儿溶解质量(g)/100g溶剂 | 特屈儿溶解质量(g)/100g溶剂 | 特屈儿溶解质量(g)/100g溶剂 | 特屈儿溶解质量(g)/100g溶剂 | 特屈儿溶解质量(g)/100g溶剂 |
| ------------------------------------------------------------------ | -------------------------- | -------------------------- | -------------------------- | -------------------------- | -------------------------- | -------------------------- |
| 温度（°C）                                                         | 水                         | 95%乙醇                    | 四氯化碳                   | 氯仿                       | 二硫化碳                   | 乙醚                       |
| 0                                                                  | 0.0050                     | 0.320                      | 0.007                      | 0.28                       | 0.0090                     | 0.188                      |
| 10                                                                 | 0.0065                     | 0.425                      | 0.015                      | 0.39                       | 0.0146                     | 0.330                      |
| 20                                                                 | 0.0075                     | 0.563                      | 0.025                      | 0.57                       | 0.0208                     | 0.418                      |
| 30                                                                 | 0.0085                     | 0.76                       | 0.039                      | 0.79                       | 0.0296                     | 0.493                      |
| 40                                                                 | 0.0110                     | 1.12                       | 0.058                      | 1.20                       | 0.0557                     | 不適用                     |
| 50                                                                 | 0.0195                     | 1.72                       | 0.095                      | 1.78                       | 不適用                     | 不適用                     |
| 60                                                                 | 0.0350                     | 2.64                       | 0.154                      | 2.65                       | 不適用                     | 不適用                     |
| 70                                                                 | 0.0535                     | 4.23                       | 0.241                      | 不適用                     | 不適用                     | 不適用                     |
| 100                                                                | 0.1842                     | 不適用                     | 不適用                     | 不適用                     | 不適用                     | 不適用                     |
| 注：因实验条件各异，不同文献溶解度数据存在细微差别。本表数据来源： |                            |                            |                            |                            |                            |                            |

## 化学性质
特屈儿受热会发生分解，其热分解过程主要分为2个阶段，且在加速量热仪（ARC）所得热变图像的170°C和250°C附近呈现明显峰值。第一阶段特屈儿转化为苦味酸和三硝基苯甲醚，最高反应速率出现于161°C。181°C至200°C区间内，剩余的三硝基苯甲醚分解为苦味酸，随后进入苦味酸的分解阶段，最高速率出现于228°C。
部分研究观察到在特屈儿分解过程中添加苦味酸可以促进该反应的进行，具有自催化反应的特点，但后续研究对反应机理存在争议，苦味酸的催化、分解产物降低熔点等均是分解速率提升的可能原因。此外，还有实验结果认为催化发生于分解产物生成前，苦味酸和三硝基苯甲醚均未加速反应进行。然而无论特屈儿的分解反应具体机理如何，其整体变化基本符合一阶自催化反应模型。
特屈儿与碳酸钠或稀碱溶液共沸时硝胺结构会发生水解，形成甲胺及对应金属的苦味酸盐和亚硝酸盐。此外，特屈儿还能与多种物质发生反应，如：加热条件下与氨在乙醇体系中反应，形成2,4,6-三硝基苯胺；在常温条件下与苯胺在苯体系下反应，生成2,4,6-三硝基二苯胺和甲硝胺；与苯酚共热，生成三硝基-N-甲苯胺；与锡和盐酸反应，生成2,4,6-三氨基苯酚。
特屈儿在室温下与过量的硫化钠反应可以还原分子内的硝基并生成无爆炸性的物质，该反应主要用于销毁该药。在80至90°C条件下，特屈儿还能与亚硫酸钠或硫代硫酸钠发生类似反应，均能去除该药的爆炸性。

## 制备工艺
1877年，K·梅尔滕斯分别通过煮沸2,4-二硝基-N-甲基苯胺的发烟硝酸溶液、将发烟硝酸与N,N-二甲基苯胺的浓硫酸溶液混合反应2种方法首次成功制得特屈儿。此后，工业上仍一般采用这2种原料生产该药。
二甲基苯胺的硝化过程主要经历以下阶段：苯环取代基的邻位和对位取代上硝基；脱去一个甲基并在其位置取代上硝基；硝胺异构化形成苯环的三硝基衍生物；再次硝化形成硝胺结构。其结构变化过程如下图所示：
直接硝化二甲基苯胺反应过于剧烈，工业生产一般先将其在20至45°C温度范围内溶于大于自身3倍摩尔量的浓硫酸之中，随后在70°C下与硝硫混酸反应制得特屈儿。特屈儿粗产品需要经过温度逐渐升高的水多次洗涤，最终产品含酸量不能超过0.015%。若需要进一步提升产品性能，还可再在苯和丙酮中进行重结晶精制。
2,4-二硝基-N-甲基苯胺可由2,4-二硝基氯苯和甲胺在碱性环境中反应制得。硝化时，将2,4-二硝基-N-甲基苯胺的硫酸溶液缓慢倒入硝硫混酸中，保持混合液温度30°C直至加料完成，随后提高温度至50°C反应。反应期间溶液由紫色变为灰色，后变为黄色，当其转变为淡黄色时硝化完成，冷却后即可通过真空抽滤获取特屈儿产物。
使用惰性电极进行电化学氧化可以高效去除废水中残余的特屈儿，在其中加入过氧化氢还可进一步提高处理效率。此外，在pH值为3的废液中使用芬顿试剂也能高效降解该物质，且效率在一定区间内随温度上升而提高。

## 燃烧与爆炸性质
特屈儿的燃烧过程与其他炸药类似，可明确区分固相区、融化区、初级火焰区、次级火焰区，其中次级火焰区仅在7kg/cm2以上压强下出现，伴随有燃烧最高温度的明显上升。特屈儿固相区内热辐射传导对预热区域宽度影响巨大，因此该条件也显著影响了热平衡的构成。
特屈儿氧平衡为-47.36%，属负氧平衡炸药。密度1.55g/cm3时爆容为740L/kg，密度1.614g/cm3时爆速7479m/s、爆压22.64GPa，密度1.63g/cm3时爆温约为3100K，密度1.69g/cm3时爆热4.87MJ/kg，密度1.71g/cm3时爆速7850m/s、爆压24.3GPa。

## 毒性与危害
特屈儿对人类皮肤作用明显，接触该药的工作人员的手部会在1至3天内变黄，随后1至3周内面部、颈部、头皮、头发等也可能出现类似变化，当这些部位暴露于阳光，其颜色会进一步变为橙色。与此同时，患者还会表现出皮炎症状，其鼻子两侧、眼睛周围及头部的其他部位会出现红斑，随着时间推移逐渐转变为粉红色丘疹并伴有一定程度皮肤剥脱和强烈的刺激。一般情况下，轻度患者可在数天内恢复，但重度患者的皮疹则可持续2至3周。
特屈儿粉末还会通过多种方式引起结膜炎并可能伴有不同程度的过敏症状，部分患者在痊愈后还会出现虹膜-睫状体炎及角膜炎等后遗症。特屈儿还可能引发轻度的气管炎、哮喘等呼吸道疾病及恶心、食欲不振等消化道病症。此外，部分研究还认为长期接触特屈儿会引起肾脏和肝脏损伤，但该推论尚未得到足够数据支持。